# 50+1-Regel
Die 50+1-Regel (manchmal auch 50+1-Regelung) ist eine Vorschrift in den Statuten der Deutschen Fußball Liga. Nach dieser Vorschrift ist es Kapitalanlegern nicht möglich, die Stimmenmehrheit bei Kapitalgesellschaften zu übernehmen, in die Fußballvereine ihre Profimannschaften ausgegliedert haben. Erlaubt ist hingegen, dass sich die Mehrheit des Kapitals im Eigentum privater Investoren befindet. So hält der Ballspielverein Borussia 09 e. V. Dortmund lediglich 5,53 Prozent der börsennotierten Borussia Dortmund GmbH & Co. KGaA, aber vollständig die zur Geschäftsführung berechtigte Komplementärin, die Borussia Dortmund Geschäftsführungs-GmbH. Fangruppen protestieren immer wieder gegen ein Aufweichen oder gar Kippen der 50+1-Regel und gegen die Kommerzialisierung im deutschen Profifußball.
In der österreichischen Bundesliga gilt eine ähnliche Regelung.

## Entwicklung und Hintergrund
Zum Schutz des Wettbewerbs in den Profiabteilungen der deutschen Fußballligen legte der DFB in seiner Satzung im § 16c Abs. 3 fest, dass eine Kapitalgesellschaft nur eine Lizenz erhalten kann, wenn der „Mutterverein“ mindestens „50 Prozent zuzüglich (...) eines weiteren Stimmanteils in der Versammlung der Anteilseigner“ innehat. Bei einer Kommanditgesellschaft auf Aktien muss der Mutterverein oder eine von ihm zu 100 % beherrschte Tochter die Stellung des Komplementärs haben. Diese Regelung wurde wörtlich in die Satzung des Ligaverbandes (§ 8 Nr. 3 Abs. 2) übernommen.
Hintergrund dieser Regelung ist, dass verhindert werden soll, dass Großunternehmen oder andere Kapitalgeber die vollständige Kontrolle über die Profimannschaften von Vereinen übernehmen, wie dies vielfach in England in der Premier League und in der Football League praktiziert wird. So sollen die sportlichen Interessen der Vereine vor den wirtschaftlichen Interessen der Investoren gewahrt werden. Allerdings gibt es viele wettbewerbsrechtliche Bedenken gegen die Regelung in Deutschland, und auch in Deutschland lässt der Ligaverband in seiner Satzung Ausnahmen zu:

„Über Ausnahmen vom Erfordernis einer mehrheitlichen Beteiligung des Muttervereins nur in Fällen, in denen ein anderer Rechtsträger seit mehr als 20 Jahren den Fußballsport des Muttervereins ununterbrochen und erheblich gefördert hat, entscheidet der Vorstand des Ligaverbandes. Dies setzt voraus, dass der betreffende Rechtsträger in Zukunft den Amateurfußballsport in bisherigem Ausmaß weiter fördert sowie die Anteile an der Kapitalgesellschaft nicht weiterveräußert bzw. nur an den Mutterverein kostenlos rückübereignet. Im Falle einer Weiterveräußerung entgegen dem satzungsrechtlichen Verbot bzw. der Weigerung zur kostenlosen Rückübereignung hat dies Lizenzentzug für die Kapitalgesellschaft zur Folge.“

Diese Bestimmung wurde in ihrer ursprünglichen Form 1999 nur auf Bayer 04 Leverkusen angewandt, weshalb sie auch als „Lex Leverkusen“ bezeichnet wurde. Zwei Jahre später beantragte Volkswagen, eine derartige Ausnahme auch für den VfL Wolfsburg anwenden zu dürfen, was gestattet wurde. 2015 fand die Regel auch bei der TSG 1899 Hoffenheim Anwendung, wo Dietmar Hopp die Mehrheit in der Fußball-Spielbetriebs-GmbH übernahm. Der zunächst vorgeschriebene Stichtag des 1. Januar 1999 wurde Ende August 2011 auf Antrag des Hannover-96-Präsidenten Martin Kind gestrichen.
Am 26. März 2015 beschloss die Mitgliederversammlung der DFL eine Beschränkung von Mehrfachbeteiligungen. Ein Investor darf sich maximal an drei Betreibergesellschaften beteiligen, davon bei zwei mit höchstens 10 Prozent. Die Beteiligungen der Volkswagen AG stehen unter Bestandsschutz.
Nachdem Hannover 96 und Martin Kind im August 2017 einen Antrag gestellt hatten, auch für sie diese Ausnahme geltend zu machen, schien es Anfang Februar 2018 so, als würde die DFL diesen Antrag ablehnen. Daraufhin gab Martin Kind am 5. Februar 2018 bekannt, den Antrag vorerst ruhen lassen zu wollen und somit zunächst nicht die Stimmenmehrheit im Verein zu übernehmen. Die DFL kündigte eine Grundsatzdiskussion über eine Satzungsänderung an, in der die 50+1-Regel komplett neu definiert werden sollte. Am 18. Juni 2018 lehnte die DFL den Antrag von Kind endgültig ab, da das Kriterium der „erheblichen Förderung“ nicht erfüllt sei.
Auf der Mitgliederversammlung der DFL am 22. März 2018 in Frankfurt sollte zunächst lediglich der Verfahrensverlauf für diese Diskussion festgelegt werden. Für viele Medienvertreter überraschend nahm die Versammlung dort einen Antrag des FC St. Pauli für einen „Prozess zur Verbesserung der Rechtssicherheit sowie weitere Überlegungen hinsichtlich geänderter Rahmenbedingungen unter Beibehaltung der 50+1-Regel“ an. Für die Beibehaltung der Regel stimmten 18 der 34 stimmberechtigten Clubs. Vier Clubs votierten gegen den eingebrachten Antrag.
Seit Ende November 2023 ist die TSG 1899 Hoffenheim wieder ein 50+1-„Regelklub“, nachdem Dietmar Hopp seine Stimmrechtsmehrheit freiwillig an den e. V. zurückgegeben hatte.

## Kritik
Kritisiert wird vielfach, dass die Regelung gegen EU-Recht verstoße. Ebenso bemängeln einige deutsche Vereinsmanager, dass die Bundesliga im internationalen Vergleich zu anderen Profiligen in finanziellen Rückstand gerate und sportlich auf internationaler Ebene nicht mithalten könne. Folglich gibt es seit dem Jahr 2007 einige Forderungen aus den Führungsabteilungen von Profifußballmannschaften in Deutschland, diese Regelung abzuschaffen, um das Interesse von weiteren Investoren zu wecken. Die Regelung wurde bisher beibehalten, steht aber weiter in der Diskussion.
Hannover 96 hat auf der Mitgliederversammlung des Ligaverbandes am 10. November 2009 einen Antrag zur Änderung der 50+1-Regel eingebracht, der dort aber mit großer Mehrheit abgelehnt wurde. Ebenso wurde ein Antrag vom damaligen Zweitligisten FSV Frankfurt abgelehnt, in dem die DFL damit beauftragt werden sollte, ein neues Modell zu erarbeiten, welches Investoren mehr Möglichkeiten bietet, aber dennoch eine vollständige Übernahme verhindern sollte. Danach reichte Hannover eine Klage beim Ständigen Schiedsgericht ein, das für Streitigkeiten zwischen den Vereinen/Kapitalgesellschaften einerseits sowie dem Ligaverband, der DFL und dem DFB andererseits eingerichtet ist. Die Entscheidung des Schiedsgerichts wurde am 30. August 2011 veröffentlicht. In dem Urteil weicht das Gericht die 50+1-Regel insofern auf, als für eine Ausnahme diesbezüglich die Einschränkung wegfällt, dass ein Investor den entsprechenden Verein nicht nur bereits mehr als 20 Jahre, sondern schon vor dem 1. Januar 1999 unterstützt haben muss.
Andererseits wird die 50+1-Regel als „stumpfes Schwert“ kritisiert, weil durch die Möglichkeit, dass ein Unternehmen die Mehrheit des Kapitals stellen kann, eine „extreme wirtschaftliche Abhängigkeit“ entstehe. Als Beispiel dafür wurde die Betreibergesellschaft der TSG 1899 Hoffenheim genannt, deren Kapital zu 96 Prozent von Dietmar Hopp gestellt wurde, obwohl sein Stimmrecht auf 49 Prozent beschränkt war. Auch im Falle von RB Leipzig, wo (ähnlich wie beim FC Red Bull Salzburg) nur sieben Red Bull nahestehende Gründungsmitglieder ein Stimmrecht im Verein haben, fürchtete DFB-Vizepräsident Rainer Koch 2013, dass die 50+1-Regel „unterlaufen“ wird. Das Kartellamt hat 2023 dargelegt, dass RBL nicht gegen die 50+1 Regel verstoße, es sehe aber einen „Umgehungstatbestand“. Weiter erklärte der Präsident des Kartellamts, Andreas Mundt: „Natürlich muss man da auch die Frage stellen, ob das [hier: das sinnhafte Ausleben der 50+1-Regel] denn deckungsgleich ist mit dem, was in Leipzig durch eine findige Auslegung des Vereinsrechts praktiziert wird. Das sollte meines Erachtens jetzt mitdiskutiert werden.“
Die Ausnahmeregelung für langjährige Förderer steht ebenfalls in der Kritik, weil sie „ungleichen Wettbewerb“ fördere. Auch das Bundeskartellamt monierte 2021 diese „Förder-Ausnahmen“, wobei RB Leipzig nicht einbezogen wurde. Die DFL sicherte 2023 zu, zukünftig keine Ausnahmen mehr zuzulassen.
Im Juni 2017 kündigte Hasan Ismaik, jordanischer Investor beim TSV 1860 München, eine Klage gegen die 50+1-Regel an, setzte diese Ankündigung aber nicht um.
Erneut zur Diskussion steht die Regel nach Bewertung des Bundeskartellamtes im Juni 2024. Das Amt hat erklärt, dass der Mehrwert der 50+1-Regel im Hinblick auf die Stabilität des sportlichen Wettbewerbs nicht ersichtlich sei, insbesondere neben dem Lizenzierungsverfahren der DFL. Laut den Wettbewerbshütern ist es Aufgabe der Sportverbände, die Gleichbehandlung der Klubs sicherzustellen, auch ohne zusätzliche Regel. Die DFL hat angekündigt, dem Kartellamt erneut darzulegen, wie die Regel in der Praxis konsistent angewendet wird. Auch der DFB betont, dass eine sachgerechte Ausgestaltung der Regel im ständigen Bemühen des Verbandes liegt, unabhängig vom Bundeskartellamt.

## Rechtsformen der Lizenzspielerabteilungen (1. und 2. Bundesliga)
Von den 36 Vereinen Bundesliga und 2. Bundesliga haben 24 ihre Lizenzspielerabteilung in eine Kapitalgesellschaft ausgegliedert. Dabei ist die am häufigsten verwendete Rechtsform die GmbH & Co. KGaA. Dabei handelt es sich um eine Kommanditgesellschaft auf Aktien, deren Komplementärin eine Gesellschaft mit beschränkter Haftung (GmbH) ist. Die Komplementär-GmbH ist die persönlich haftende Gesellschafterin des Unternehmens (Vollhafter) und ist zur Geschäftsführung berechtigt. Dagegen haften die Kommanditaktionäre nur beschränkt (Teilhafter). Der Vorteil dieser Rechtsform ist, dass die Anteile der KGaA komplett an Investoren abgegeben werden können. Solange die Anteile der Komplementär-GmbH, die die Geschäftsführung übernimmt, mehrheitlich vom Verein gehalten werden, wird die 50+1-Regel nicht verletzt. Innerhalb der GmbH führt die Geschäftsführung die Geschäfte nach den Weisungen der Gesellschafterversammlung, womit dem Verein ein erheblicher Einfluss zukommt. Der Borussia Dortmund e. V. hält beispielsweise nur rund 5 Prozent an der KGaA, hat als einziger Gesellschafter der Komplementär-GmbH jedoch die vollständige Kontrolle über die Bestellung der Geschäftsführung und das operative Geschäft.
Am zweithäufigsten ist die Gesellschaft mit beschränkter Haftung (GmbH). Da die Geschäftsführung die Geschäfte nach den Weisungen der Gesellschafter führt, kommt diesen ein erheblicher Einfluss zu. Diese Rechtsform wird von allen Clubs verwendet, die aufgrund der Sondergenehmigung von der 50+1-Regel befreit sind (Hoffenheim (2015–2023), Leverkusen, Wolfsburg). Die 50+1-Regel ist gewahrt, solange der Verein, unabhängig von den Kapitalanteilen, die Stimmenmehrheit in der Gesellschafterversammlung innehat.
Vier Vereine haben ihre Lizenzspielerabteilung in eine Aktiengesellschaft (AG) ausgegliedert. Hier ist die Hauptversammlung der Aktionäre für die Besetzung des Aufsichtsrats zuständig. Die Stimmen sind dabei an die Kapitalanteile gebunden, es sei denn, es handelt sich um Vorzugsaktien ohne Stimmrecht. Der Aufsichtsrat ist für die Besetzung des Vorstands zuständig, der nicht weisungsgebunden ist, und kontrolliert diesen. Die 50+1-Regel ist gewahrt, wenn die Mehrheit der Stammaktien (mit Stimmrecht) vom Verein gehalten werden. Eine Sperrminorität (25 % bis 49 % Anteile) von Investoren ist erlaubt. Der direkte Einfluss des Vereins auf das operative Geschäft ist eingeschränkt, da der Vorstand die AG in Eigenverantwortung führt (§ 76 Abs. 1 AktG). Zwar kann der Verein, sofern keine Sperrminorität vorliegt, den Aufsichtsrat alleine bestimmen, ist in diesem aber meist nur durch einen Vereinsvertreter (in der Regel der Vorsitzende) vertreten.
Einige Vereine haben ihre Lizenzspielerabteilung nicht ausgegliedert. Hier wählt die Mitgliederversammlung direkt oder indirekt über einen Aufsichtsrat den Vorstand bzw. das Präsidium, das die Geschäfte führt. Anteilsverkäufe sind nicht möglich.
Im Überblick die aktuellen 36 Erst- und Zweitligisten samt der Rechtsform der Lizenzspielerabteilung (Saison 2021/22). Einzig die Aktien der Borussia Dortmund GmbH & Co. KGaA werden an der Börse gehandelt. Darüber hinaus haben auch zahlreiche Dritt- und Regionalligisten, vereinzelt auch Oberligisten, ihre (Profi-)Fußballabteilung ausgegliedert.
| Rechtsform                                   | Anzahl | Verein |
| -------------------------------------------- | ------ | --- |
| Eingetragener Verein (e. V.)                 | 11     | 1. FC Heidenheim, 1. FC Nürnberg, 1. FC Union Berlin, 1. FSV Mainz 05, FC Schalke 04, FC St. Pauli, Fortuna Düsseldorf, Holstein Kiel, SC Freiburg, SV Darmstadt 98, SV Elversberg                                                                                           |
| GmbH & Co. KGaA                              | 15     | 1. FC Kaiserslautern A, 1. FC Köln, Borussia Dortmund B, Eintracht Braunschweig, FC Augsburg A, Hannover 96 A, Hertha BSC A, Karlsruher SC A, SC Paderborn 07, SC Preußen 06 Münster A, SpVgg Greuther Fürth, SSV Jahn Regensburg, SSV Ulm 1846, VfL Bochum, Werder Bremen A |
| Gesellschaft mit beschränkter Haftung (GmbH) | 6      | 1. FC Magdeburg, Bayer 04 Leverkusen C, Borussia Mönchengladbach, RB Leipzig A, TSG 1899 Hoffenheim A, VfL Wolfsburg C |
| Aktiengesellschaft (AG)                      | 4      | Eintracht Frankfurt A, FC Bayern München A, Hamburger SV A, VfB Stuttgart A |